# Codex Cavensis

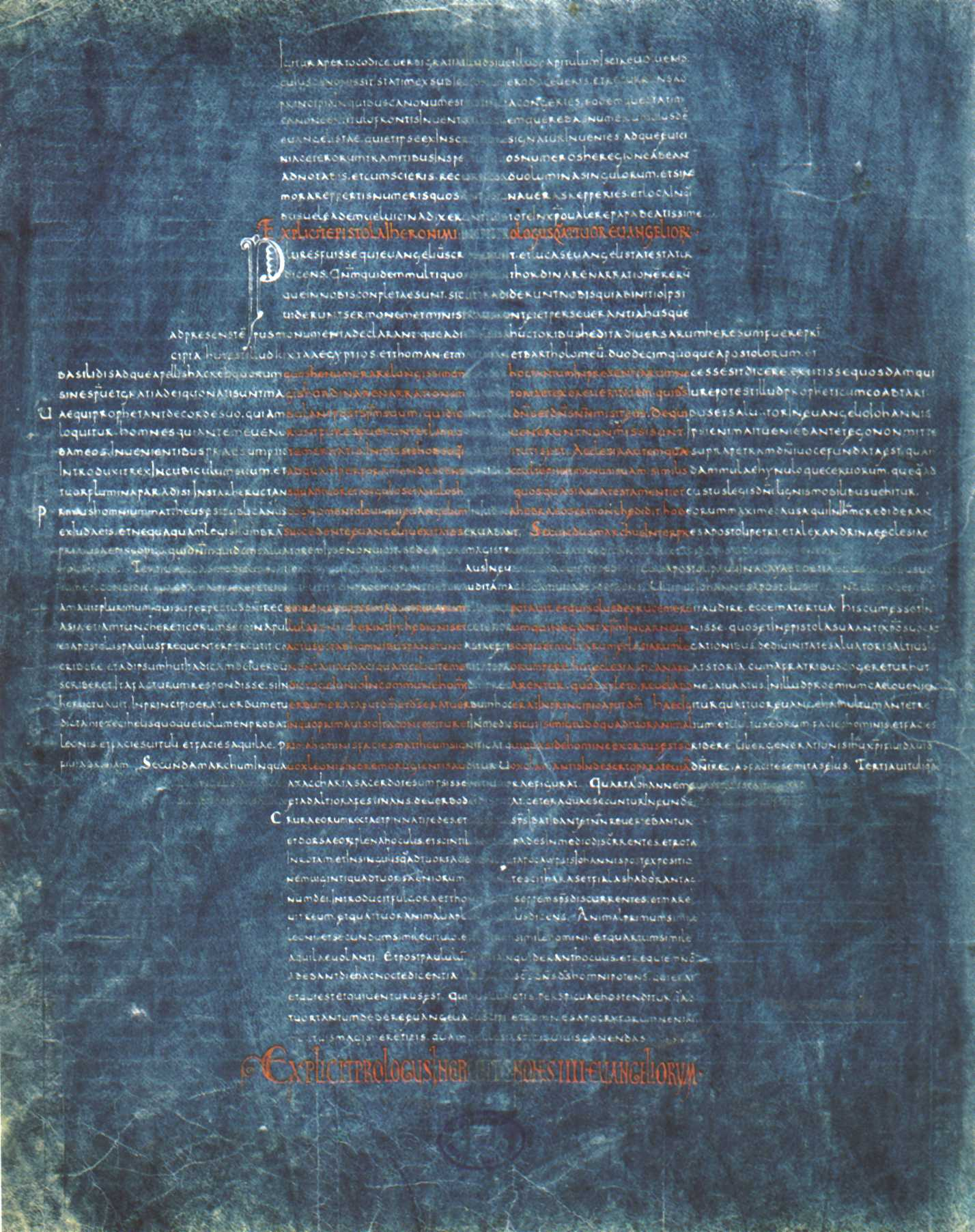
Оборотная сторона листа 220. Пурпур от времени изменил свой цвет, хорошо видно фигурное расположение текста

Библия из Кава-де-Тиррени (по месту хранения; лат. Codex Cavensis) — иллюминированный манускрипт Библии, частично выполненный на пурпурном пергаменте в IX веке в Испании, редкий представитель испанского семейства Вульгаты, однако текст Евангелий включает некоторое количество старолатинских элементов. Включает 330 листов, форматом 32 на 26 см. Хранится в библиотеке аббатства св. Троицы в Кава-де-Тиррени.
На листе 166 (оборот) содержится упоминание имени писца — Данила, но нет более точной информации о скриптории и времени создания. Палеографические особенности позволяют отнести рукопись к началу IX века, при этом исключено её создание в мусульманских регионах тогдашней Испании. Предполагается, что Евангелие было создано для короля Астурии Альфонсо III, однако стиль украшений рукописи нехарактерен для сохранившихся образцов астурийского искусства.
Украшения рукописи ограничиваются орнаментами, изображениями четырёх крестов особой формы, картушей, и ряда других элементов. Предисловие Иеронима к Новому Завету выполнено в форме креста на пурпурном пергаменте, так же расположен текст на начальном листе Псалтири. Пурпурные листы (всего 4) заполнены белыми, охряными и красными чернилами, один лист окрашен индиго.